# Каравацкий, Афанасий Зиновьевич
Афана́сий Зино́вьевич Карава́цкий (2 февраля 1902, Могилёвская губерния, Российская империя — 3 марта 1980, Симферополь, УССР, СССР) — советский военный лётчик и военачальник, участник Гражданской и Великой Отечественной войн, командир 3-го Бобруйско-Берлинского ордена Суворова бомбардировочного авиационного корпуса во время Великой Отечественной войны, генерал-лейтенант авиации.

## Биография
Родился в селе Корниловка Могилёвской губернии (ныне — Шумячского района Смоленской области) в бедной крестьянской семье. Белорус. После учёбы в сельской школе окончил двуклассное училище в селе Соине. В РККА с 1919 года. Член ВКП(б) с 1926 года.

## Образование
- Военно-тактические курсы Западного фронта (1920)[3]
- Ленинградская военно-теоретическая школа (1920)[3]
- Курсы Черноморского флота (1921)[3]
- Ленинградская водолазная школа Балтийского флота (1922),[3]
- 2-е курсы комсостава Ленинградского военного округа (1923)[3]
- Ленинградская военно-теоретическая школа ВВС РККА (1925)[3]
- 1-я Военная школа лётчиков имени А. Ф. Мясникова (1927)[3]
- Серпуховская высшая школа стрельбы, бомбометания и воздушного боя (1927),
- КУНС ВВС РККА (1933)[3]
- Липецкие высшие авиационные курсы усовершенствования (1937)[3]

## До войны
В годы Гражданской войны в октябре 1919 года добровольно поступил в РККА. Проходил службу красноармейцем в караульной роте Западного фронта. В январе 1920 года приступил к обучению на военно-тактических курсах Западного фронта, затем в Ленинградской военно-теоретической школе. По окончании школы служил краснофлотцем на Балтийском флоте, продолжил обучение на курсах Черноморского флота, в Водолазной школе Балтийского флота, курсах комсостава. Пришёл в авиацию, поступив в Ленинградскую военно-теоретическую школу ВВС РККА, затем продолжил обучение в 1-й военной школе летчиков им. А. Ф. Мясникова, Серпуховской высшей школе стрельбы, бомбометания и воздушного боя.
По окончании учёбы с мая 1927 года проходил службу на лётных должностях: младший и старший лётчик, командир звена, авиационного отряда. В октябре 1932 года поступил на КУНС ВВС РККА в Московском военном округе, после окончания которых в мае 1933 года назначен командиром 41-й бомбардировочной авиационной эскадрильи. С ноября 1938 года — помощник командира 7-й бомбардировочной авиационной бригады в Харьковском военном округе, в августе 1940 года назначен командиром 35-й дальне-бомбардировочной авиационной дивизии.

## Участие в Великой Отечественной войне
Участник Великой Отечественной войны с 22 июня 1941 года. Дивизия под командованием А. 3. Каравацкого участвовала в боевых действиях на Западном, Северо-Западном и Юго-Западном фронтах. В декабре 1941 года Каравацкий — командир 132-й бомбардировочной авиационной дивизии, которая действовала на Крымском и Северо-Кавказском фронтах.

…дивизия «произвела 948 боевых самолето-вылетов… Сам лично Каравацкий дисциплинирован, к себе и подчиненным требователен. Летает на самолетах ДБ-3. Боевыми операциями дивизии руководить умеет…»— Боевая характеристика
В ноябре 1942 года назначен командиром вновь формируемого 3-го бомбардировочного авиационного корпуса в Московском военном округе. С 19 января 1943 года корпус в составе 15-й, затем 16-й Воздушных армий Брянского, Центрального, Белорусского, 1-го Белорусского фронтов участвовал в операциях:
- Воронежско-Касторненская операция «Звезда» — с 27 января 1943 года по 2 февраля 1943 года.
- Ржевско-Вяземская операция — с 2 марта 1943 года по 31 марта 1943 года.
- Курская битва — с 5 июля 1943 года по 23 августа 1943 года
- Битва за Днепр — с 26 августа 1943 года по 23 декабря 1943 года
- Орловская операция «Кутузов» — с 12 июля 1943 года по 18 августа 1943 года.
- Черниговско-Припятская операция — с 26 августа 1943 года по 30 сентября 1943 года.
- Гомельско-Речицкая операция — с 10 ноября 1943 года по 30 ноября 1043 года.
- Калинковичско-Мозырская операция — с 8 января 1944 года по 30 января 1944 года.
- Рогачёвско-Жлобинская операция — с 21 февраля 1944 года по 26 февраля 1944 года.
- Белорусская операция «Багратион» — с 23 июня 1944 года по 29 августа 1944 года.
- Бобруйская операция — с 24 июня 1944 года по 29 июня 1944 года.
- Минская операция — с 29 июня 1944 года по 4 июля 1944 года.
- Люблин-Брестская операция — с 18 июля 1944 года по 2 августа 1944 года.
- Висло-Одерская операция — с 12 января 1945 года по 3 февраля 1945 года.
- Варшавско-Познанская операция — с 14 января 1945 года по 3 февраля 1945 года.
- Восточно-Померанская операция — с 10 февраля 1945 года по 20 марта 1945 года.
- Берлинская операция — с 16 апреля 1945 года по 8 мая 1945 года.

За умелое руководство боевыми действиями в Белорусской операции А. 3. Каравацкий был награждён орденом Суворова 2-й степени.
Корпус принимал участие в освобождении городов Севск, Калинковичи, Рогачев, Бобруйск, Лодзь, Познань, Шнайдемюль, Штаргард, Кюстрин, Альтдамм, Франкфурт-на-Одере, Берлин. За отличие в боях при овладении Берлином корпусу присвоено почётное наименование «Берлинский».

## После войны
После войны продолжал командовать этим корпусом.
- с октября 1947 года состоял в распоряжении главнокомандующего ВВС[6]
- в мае 1948 года назначен начальником отдела боевой подготовки штаба ВВС Таврического военного округа[3]
- с февраля 1951 года помощник командующего ВВС Таврического военного округа
- с июня 1954 года в запасе[3]

Проживал в Симферополе. Умер 3 марта 1980 года в Симферополе. Похоронен в Симферополе.

## Воинские звания
- Генерал-майор авиации — 10 ноября 1942 года
- Генерал-лейтенант авиации — 01 марта 1946 года

## Награды
- два Ордена Ленина (25.05.1936, 21.02.1945)
- четыре Ордена Красного Знамени (23.11.1942, 03.11.1944, 06.04.1945, 15.11.1950)[8]
- Орден Суворова 1 степени (29.05.1945)[9]
- два Ордена Суворова 2 степени (08.04.1944[2], 23.07.1944[10])
- Орден Кутузова 2 степени (30.08.1943)
- Медаль За оборону Кавказа
- Медаль За оборону Севастополя
- медали
- Орден Virtuti Militari 1 степени (Орден Польши)
- Орден Крест Грюнвальда 1 степени (Орден Польши)

## Мемуары
Написал воспоминания, которые изложил в книге «Маршрутами мужества».

## Память
- Память об Афанасии Зиновьевиче Каравацком хранят в Краеведческом музее Шумячского района Смоленской области[12].